# محمد حبیبی خوزانی
محمد حبیبی خوزانی (زادهٔ ۱۳۵۸)، سخنگوی کانون صنفی معلمان، زندانی سیاسی، فعال مدنی و از اعضای هیئت مدیره کانون صنفی معلمان ایران است. او در اسفند ۱۳۹۶ مقابل مدرسه محل تدریسش بازداشت شد و به اتهام اجتماع و تبانی برای ارتکاب جرم علیه امنیت ملی، اخلال در نظم عمومی، تبلیغ علیه نظام به ۷ سال و نیم حبس و ۷۴ ضربه شلاق محکوم شد. او در آبان ۱۳۹۹ مشمول عفو رهبری گردید و از زندان آزاد شد. اما ۱۰ اردیبهشت ۱۴۰۱ و یک روز پیش از برگزاری یکی دیگر از تجمعات سراسری معلمان معترض، مأموران امنیتی در تهران به خانه او و سه معلم و عضو کانون صنفی معلمان دیگر یورش برده و آنها را بازداشت کردند. محمد حبیبی باری دیگر به اتهام اجتماع و تبانی به سه سال و هفت ماه و به اتهام تبلیغ علیه نظام به یک سال زندان و در مجموع به چهارسال و هفت ماه حبس تعزیری محکوم شد. او پس از ده ماه حبس، در ۱۹ بهمن ۱۴۰۱ مشمول عفو قرار گرفت و آزاد شد. محمد حبیبی در ۱۶ فروردین ۱۴۰۲ باری دیگر بازداشت شد.

## زندگی
محمد حبیبی متولد دوازدهم آذرماه ۱۳۵۸ در شهر قم است. وی دوران ابتدایی، راهنمایی و متوسطه را در همین شهر گذراند و در سال ۱۳۷۷ در رشته دبیری ساخت و تولید در مقطع کارشناسی در دانشگاه تربیت دبیر شهید رجایی تهران پذیرفته شد و سال ۱۳۸۲ از دانشگاه فارغ‌التحصیل گردید. وی در دوران دانشجویی خود در این مقطع، به عضویت انجمن اسلامی دانشگاه شهید رجایی درآمد و طی دو دوره به عنوان یکی از اعضای شورای مرکزی این تشکل دانشجویی به فعالیت خود ادامه داد. او در مقطع کارشناسی ارشد از پایان‌نامه خود با موضوع گفتمان مشروطه اسلامی دفاع نمود.
او در سال ۱۳۹۳ همکاری فعال خود را با کانون صنفی معلمان ایران آغاز نمود و در سال ۱۳۹۵ با رای اعضای کانون تهران به عضویت هیئت مدیره و سخنگوی کانون درآمد.

## دیدگاه
محمد حبیبی پس از آزادی از زندان، به دلیل آنکه وضعیت زندانیان با آنچه که از طبقه کارگر تصور می‌کرد مشابه نبود، زندانیان را عده‌ای دزد، معتاد و آدمهای طبقه پایین جامعه می‌نامد و آن را به کل جنبش آبان ۱۳۹۸ تعمیم می‌دهد و اعلام می‌کند که خیزش آبان با دیدگاه خود و تصویر دوستان مارکسیست خیزش لمپن پرولتاریا بود. این سخنان با واکنش و اعتراض تند بخش‌هایی از خانواده‌های جانباختگان و زندانیان زندانیان روبرو شد، و سپس محمد حبیبی از گفته‌های خودش عذرخواهی کرد.
اواخر سال ۱۴۰۱، محمد حبیبی خوزانی همراه با جمعی از فعالان سیاسی و مدنی با اشاره به بیش از یک دهه سرکوب مداوم کسری نوری در بیانیه‌ای خواستار آزادی او شدند.
برای آزادمردی که در تمام سال‌های سخت زندانی بودنش لحظه‌ای از تلاش برای رسیدن مردم ایران به دموکراسی دست برنداشته، همواره جنگیده و هزینه‌های بسیار متحمل شده‌است، اگر امید به چشم‌اندازی روشن برای فردای ایران ماست از مقاومت امثال اوست که حتی در روزهای سرد و تاریک زندان همیشه پیام آزادی سرداده و نویدبخش رهایی مردمی بوده‌اند که دهه‌هاست تحت سرکوب، ستم و شکنجه‌اند. برای سربلندی ایران، کسری نوری و دیگر زندانیان سیاسی باید آزاد شوند.
کیوان صمیمی،  نرگس محمدی، عالیه مطلب‌زاده، لیلا حسین‌زاده، سعید شیرزاد، هستی امیری، آرش گنجی، محمد حبیبی، آتنا دائمی، باربد گلشیری، اسماعیل بخشی و پرستو فروهر

## بازداشت ۱۳۹۶ و ۱۳۹۷ محکومیت
حبیبی ابتدا در اسفند ماه ۱۳۹۶ مقابل مدرسه محل تدریسش بازداشت شد و به گفته کانون صنفی معلمان، مأموران با خشونت او را به خانه‌اش بردند تا وسایلش را تفتیش کنند و تا ۲۶ فروردین ۱۳۹۷ زندانی بود و پس از ۴۴ روز با تودیع وثیقه ۲۵۰ میلیون تومانی تا زمان برگزاری دادگاه آزاد شد.
او که در تاریخ ۲۰اردیبهشت سال ۱۳۹۷ در  تجمع سراسری معلمان که در روز معلم، مقابل سازمان برنامه و بودجه شرکت کرده بود، توسط پلیس امنیت با ضرب و شتم شدید بازداشت و تحویل سپاه ثارالله تهران داده شد. در حالی که دیگر افراد بازداشت شده در تجمع اعتراضی معلمان با وثیقه ۵۰ میلیون تومانی آزاد شدند بازداشت  حبیبی ادامه یافت و پرونده او به دادگاه ارسال شد.
صدیقه پاک‌ضمیر فیلم لحظه شروع حمله لباس شخصی‌ها را در صفحه توئیتر خود گذاشته‌است. خانواده حبیبی ۵ روز پس از بازداشت در حالی او را ملاقات کردند که علائم ضرب و شتم به وضوح روی بدن دیده می‌شد. او بیش از ۴ ماه را در زندان فشافویه سپری کرد و سپس به زندان اوین منتقل شد.
محمد حبیبی در ۱۳ مرداد ماه ۱۳۹۷ از سوی شعبه ۲۶ دادگاه انقلاب تهران با قضاوت ماشاءالله احمدزاده به ۷ سال و نیم حبس و شلاق محکوم شد. حکم صادره در شعبه ۳۶ دادگاه تجدید نظر استان تهران عیناً تأیید شد.
اتهام اصلی محمد حبیبی در دادگاه بدوی اجتماع و تبانی برای ارتکاب جرم علیه امنیت ملی بود که برای آن به ۷ سال و نیم حبس مجازات شد. او همچنین به اتهام تبلیغ علیه نظام به ۱۸ ماه حبس و به اتهام اخلال در نظم عمومی به ۱۸ ماه حبس و همچنین ۷۴ ضربه شلاق و ۲ سال ممنوعیت از فعالیت در احزاب، گروه‌ها و دسته‌های سیاسی و اجتماعی و ممنوعیت خروج از کشور به عنوان مجازات تکمیلی محکوم شد.
کانال تلگرامی کانون صنفی معلمان ایران اعلام کرد که این فعال صنفی فرهنگیان که دوران محکومیت خود را در زندان تهران بزرگ سپری می‌کند، روز سه‌شنبه ۲ اردیبهشت با دستور هیئت بدوی رسیدگی به تخلفات اداری آموزش و پرورش از شغل معلمی اخراج و حکم بازخرید وی به همسرش ابلاغ شده‌است. در این خبر آمده‌است که «این حکم ناعادلانه» در حالی صادر و در هیئت تجدیدنظر تأیید شده‌است که در تمام طول دو سال بازداشت محمد حبیبی در زندان، «از وزیر تا معاونانش مدعی بودند که به دنبال صدور مرخصی بدون حقوق [برای این معلم زندانی] هستند.» اما بر اساس حکم صادر شده دلیل صدور حکم فوق ادعای آموزش و پرورش مبنی بر غیبت وی در طول دو سال گذشته بوده‌است.

## نامه از اوین در اعتراض به عدم کاهش محکومیت زندان خود
به دنبال انتصاب غلامرضا ضیایی به عنوان رئیس زندان اوین محدودیت‌ها تازه ای بر زندانیان اعمال شد. محدودیت‌هایی چون کاهش ملاقات‌های حضوری تمامی زندانیان سیاسی و حذف روز اختصاصی ملاقات مادران زندانی با کودکانشان، ممنوعیت غیرقانونی دریافت کتاب و نشریات مجاز، و محدودیت تماس تلفنی.
در پی این محدودیت‌ها فرهاد میثمی و محمد حبیبی نامه ای به رئیس قوه قضاییه ابراهیم رئیسی فرستادند که در بخشی از آن ذکر کردند:
با توجه به نقض صریح مفاد عدیده از آئین‌نامهٔ اجرایی سازمان زندان‌ها و سایر قوانین جاری کشور در زمینهٔ حقوق زندانیان و عدم پاسخگویی رئیس زندان به درخواست‌های مکرر زندانیان برای گفتگو در این باره، از این پس خود را ملزم به رعایت قوانین دلبخواهانهٔ زندان‌های شما نمی‌دانیم.
از این لحظه، تا زمانی که به رعایت حقوق انسانی و قانونی زندانیان متعهد نشوید از رعایت آنچه قواعد زندان‌های خود می‌دانید سرباز می‌زنیم و آن را به رعایت حقوق حداقلی‌مان توسط شما موکول می‌کنیم.
...
از آنجایی که ما «بی قدرتان» قطره‌هایی از دریای همان ملتی هستیم که از دیر زمانی پیش از جنبش مشروطه تجربه انباشتهٔ تلاش مدنی و ایستادگی مدنی خشونت پرهیز در برابر نقض حقوق مردمان دارد از آن خزانه ارزشمند، این را برگرفته‌ایم که چگونه باید استوار بر سر پیمان ایستاد؛ پس در برابر تمام آنچه که می‌دانیم بر ما روا خواهید داشت، تا انتهای راه چیزی جز این از ما نخواهید شنید که: به خودسری پایان دهید و به رعایت حقوق انسان‌ها و به رعایت قانون گردن نهید. والسلام
امضا کنندگان اولیه
محمد حبیبی – فرهاد میثمی

پس از این نامه به خانواده او اعلام شد که محمد حبیبی از طریق ریاست زندان ممنوع‌الملاقات شده‌است. و به دنبال آن سپس فرهاد میثمی به زندان گوهردشت و محمد حبیبی در ۵ بهمن ۹۸ به زندان تهران بزرگ (فشافویه) منتقل شد.
به این دلیل فرهاد میثمی و محمد حبیبی نامه ای را نوشتند که ۳۰ زندانی سیاسی دیگر نیز آن را امضاء کردند.

### رسیدگی پزشکی
در اردیبهشت 97 محمد حبیبی اردیبهشت ۱۳۹۷  متعاقب دستگیری محمد حبیبی خانواده او درخواست رسیدگی پزشکی نسبت به وضعیتش نمودند. زندان وی را به پزشک قانونی کهریزک ارجاع داد و پزشک قانونی تصریح نمود که او دربند باید مداوا گردد. پس از پیگیری‌های فراوان بالاخره مرداد ۱۳۹۷ محمد حبیبی را با دستبند در دست و زنجیر بر پا، به بیمارستان هزار تختخوابی اعزام نمودند، که درمان و رسیدگی خاصی صورت نگرفت.
شهریور ۱۳۹۷ زمانیکه حبیبی از زندان فشافویه به زندان اوین منتقل شد، بلافاصله درخواست بررسی یک توده در ساعد دست چپ را به بهداری زندان داد متعاقب آن در آبان ۱۳۹۷ وی را به بیمارستان طالقانی اعزام نمودند و بعد از بررسی و معاینه، پزشکان معالج بر جراحی و خارج نمودن توده تأکید نمودند. اما زندان برخلاف قوانین سازمان زندان‌ها از پرداخت هزینه درمان امتناع نمود. حبیبی نیز در اعتراض به این روند غیرقانونی از ادامه درمان ساعد دست چپ‌شان منصرف شدند.
بعد از گذشت بیش از یک سال از درخواست رسیدگی پزشکی به وضعیت جسمی محمد حبیبی، سرانجام یکشنبه ۹ تیر ۱۳۹۸، به بیمارستان فارابی اعزام و مورد رسیدگی پزشکی قرار گرفت. بنا بر اعلام کمیته دفاع از محمد حبیبی، برخلاف آیین‌نامه سازمان زندان‌ها، هزینه درمان به عهده زندانی بوده‌است و هزینه به ناچار توسط محمد حبیبی پرداخت شده‌است.
در حالی که در دی ۱۳۹۸ تداوم محرومیت محمد حبیبی از اعزام به بیمارستان و رسیدگی مناسب پزشکی همچنان ادامه دارد، وضعیت وی وخیم‌تر شده‌است. وی به تومور استخوانی در ناحیه ساعد دست چپ و به عفونت ریه مبتلا است.

## واکنش‌های داخلی و خارجی
فرانسیس اوگرادی، دبیرکل کنگره اتحادیه‌های کارگری انگلیس در نامه ای به سفیر ایران در لندن، در مورد وضعیت سلامتی محمد حبیبی هشدار داده و خواهان آزادی بی قید شرط وی شده‌است.
کنفدراسیون بین‌المللی اتحادیه‌های کارگری در نامه ای به رهبر جمهوری اسلامی ایران، سید علی خامنه‌ای ضمن محکوم کردن حکم صادره علیه محمد حبیبی، عضو هیئت مدیره کانون صنفی معلمان تهران خواهان آزادی فوری و بدون قید شرط این معلم زندانی و به رسمت شناختن فعالیت‌های صنفی در ایران شد.
دادخواست اینترنتی حمایت از آزادی محمد حبیبی بیش از ۱۰ هزار امضا داشت؛ و پتیشن اعتراض به حکم زندان و شلاق محمد حبیبی نیز بیش از دو هزار امضا جمع کرد؛ و کمپین سراسری اعتراض به صدور حکم انفصال محمد حبیبی تاکنون بیش از چهار هزار امضا جمع کرده‌است.
کاربران توییتر در خرداد ۱۳۹۸ با هشتگ #نه_به_اخراج_محمد_حبیبی اعتراض خود را به حکم انفصال محمد حبیبی اعلام کردند.

## آزادی
محمد حبیبی، عضو کانون صنفی معلمان به همراه دو تن از شهروندان بازداشت شده در اعتراضات سراسری آبان ۹۸ به‌نام‌های جواد بلند جاه، مجید زره‌پوش و وحید خموشی درویش زندانی نخستین زندانیان سیاسی هستند که براساس عفو جدید زندانیان سیاسی در ۲۰ آبان ۱۳۹۹ از زندان فشافویه و وکیل آباد مشهد آزاد شدند.

## بازداشت سال ۱۴۰۱ و محکومیت
یک روز پیش از برگزاری یکی دیگر از تجمعات سراسری معلمان معترض، مأموران امنیتی در تهران ۱۰ اردیبهشت ۱۴۰۱ به خانه چهار معلم و عضو کانون صنفی معلمان یورش برده و آنها را بازداشت کردند، یکی از این افراد محمد حبیبی بود.
جلسه رسیدگی به اتهامات او به همراه جعفر ابراهیمی ، فعال صنفی معلمان مهرماه ۱۴۰۱ در دادسرای اوین برگزار شد. طی این جلسه که در دادسرای اوین به ریاست قاضی ایمان افشاری برگزار شده‌است، این دو فعال صنفی با حضور وکلای خود از بابت اتهامات اجتماع و تبانی به قصد براندازی نظام و تبلیغ علیه نظام محاکمه شدند. محمد حبیبی به اتهام اجتماع و تبانی به سه سال و هفت ماه و به اتهام تبلیغ علیه نظام به یک سال زندان و در مجموع به چهارسال و هفت ماه حبس تعزیری محکوم شد. او پس از ده ماه حبس، در ۱۹ بهمن ۱۴۰۱ مشمول عفو قرار گرفت و آزاد شد. محمد حبیبی در ۱۶ فروردین ۱۴۰۲ باری دیگر بازداشت شد.